# Ann Hjort

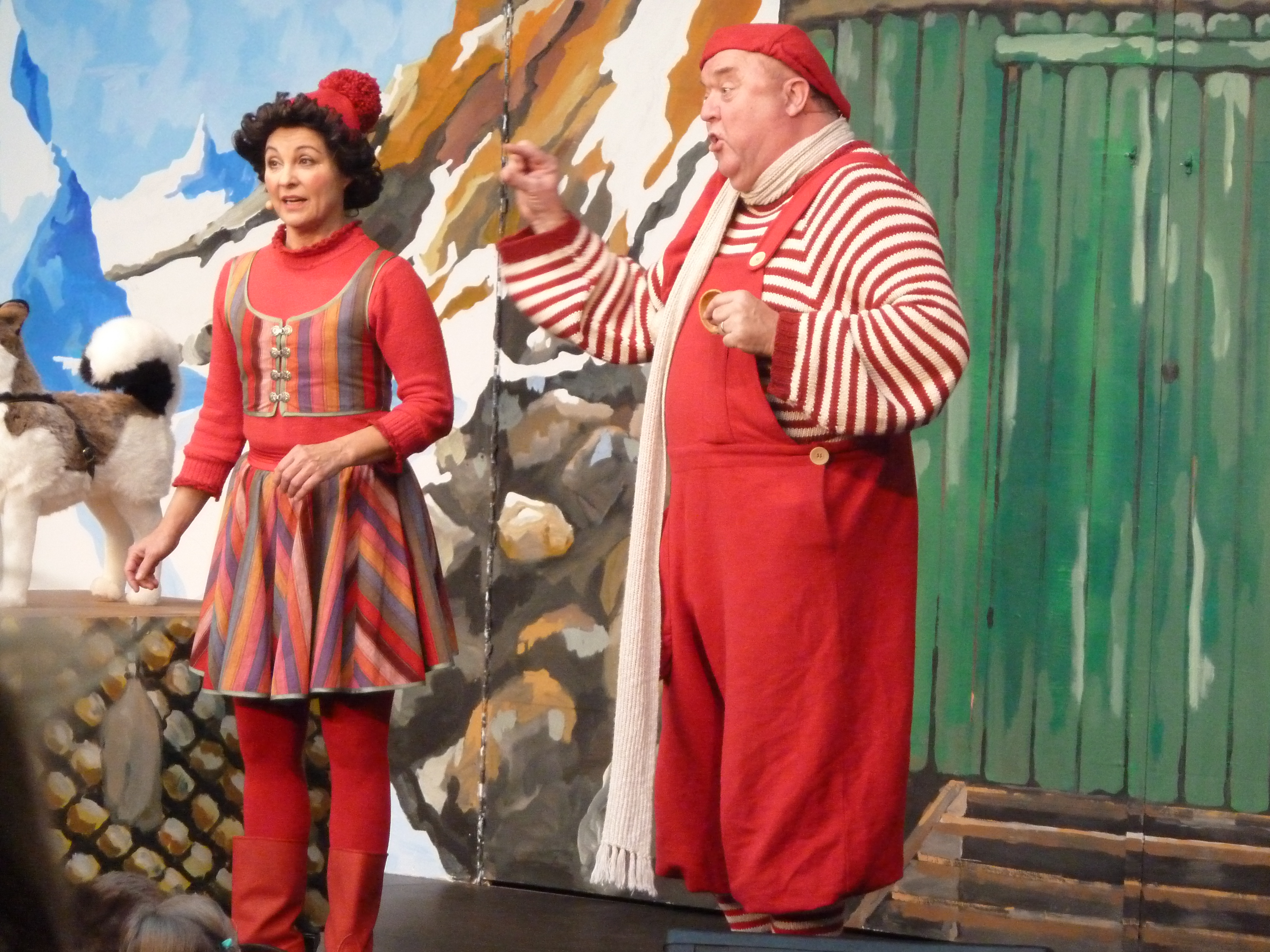
Ann Hjort und Flemming Jensen (rechts) bei einer Weihnachtsvorstellung im Rødovre Centrum im Dezember 2011.

Ann Hjort (* 11. Oktober 1956) ist eine dänische Schauspielerin.

## Leben
Ann Hjort absolvierte ihre Schauspielausbildung von 1978 bis 1983 an der Schauspielschule des Aarhus Teater, wo sie auch ihr Bühnendebüt als Darstellerin hatte. Als Bühnendarstellerin wirkte sie in zahlreichen Theaterstücken und in Musicals mit, so unter anderem auch am Königlichen Theater Kopenhagen, am Folketeatret, am Odense Teater oder am Theater Helsingør. Seit 1983 hat sie als Schauspielerin vor der Kamera in bislang mehr als 30 Film-und-Fernsehproduktionen mitgewirkt. Darüber hinaus ist sie auch als Synchronsprecherin für Zeichentrickfilme aktiv, wie beispielsweise für Toy Story, 101 Dalmatiner oder Ice Age.
Ann Hjort war von 1989 bis 2010 mit dem Schauspieler Finn Nielsen verheiratet. Aus der Ehe gingen zwei Söhne hervor. Seit 2017 ist sie mit dem Schauspieler und Musiker Rasmus Krogsgaard (* 1980) liiert. Das Paar lebt in Kopenhagen.

## Filmografie (Auswahl)
- 1983: Husker du Paris
- 1985: Engel in Sachen Liebe
- 1995: Belma
- 2004: Der Adler – Die Spur des Verbrechens (Fernsehserie, 1 Folge)
- 2008: Der Kandidat
- 2011: IDA – Identität anonym
- 2012: Lykke (Fernsehserie)
- 2013: Die Brücke – Transit in den Tod (Fernsehserie, 2 Folgen)
- 2024: Paranoia